# Belleau (Meurthe-et-Moselle)
Belleau é uma comuna francesa na região administrativa de Grande Leste, no departamento de Meurthe-et-Moselle. Estende-se por uma área de 20,38 km². Em 2010 a comuna tinha 760 habitantes (densidade: 37,3 hab./km²).